# Gemenebestspelen 2018
De 21e editie van de Gemenebestspelen (Engels: Commonwealth Games) werd van 4 tot en met 15 april 2018 gehouden in Gold Coast, Queensland, Australië.

## Accommodaties

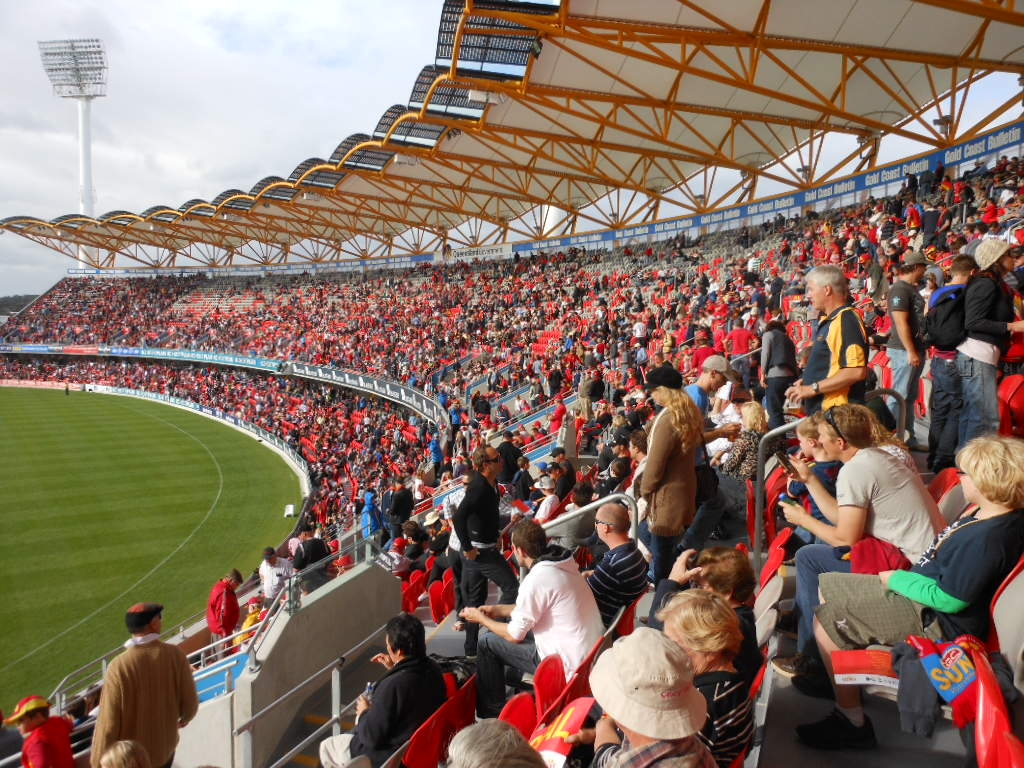
Carrara Stadium

### Gold Coast
| Accommodatie                                | Sport(en)                           | Capaciteit            |
| ------------------------------------------- | ----------------------------------- | --------------------- |
| Carrara Stadium                             | Openings- en sluitingsceremonie     | 40.000                |
| Robina Stadium                              | Rugby                               | 27.500                |
| Gold Coast Aquatic Centre                   | Zwemmen, schoonspringen             | 10.000 / 2.500        |
| Coomera Sport and Leisure Centre            | Gymnastiek, netball                 | 7.500                 |
| Gold Coast Convention and Exhibition Centre | Basketball, netball                 | 5.000                 |
| Gold Coast Hockey Centre                    | Hockey                              | 5.000                 |
| Carrara Sports and Leisure Centre           | Badminton, gewichtheffen, worstelen | 5.000                 |
| Oxenford Studios                            | Boksen, tafeltennis, squash         | 2.500 / 2.750 / 3.000 |
| Broadbeach Bowls Club                       | Bowls                               | 2.500                 |
| Carrara Indoor Stadium                      | Gewichtheffen                       | 2.500                 |
| Southport Broadwater Parklands              | Marathon, hardlopen, triatlon       | 2.500                 |
| Elanora/Currumbin Valley                    | Wegwielrennen                       | n.v.t.                |
| Nerang National Park                        | Mountainbiken                       | 2.000                 |
| Queen Elizabeth Park                        | Beachvolleyball                     | 4.000                 |

### Buiten Gold Coast

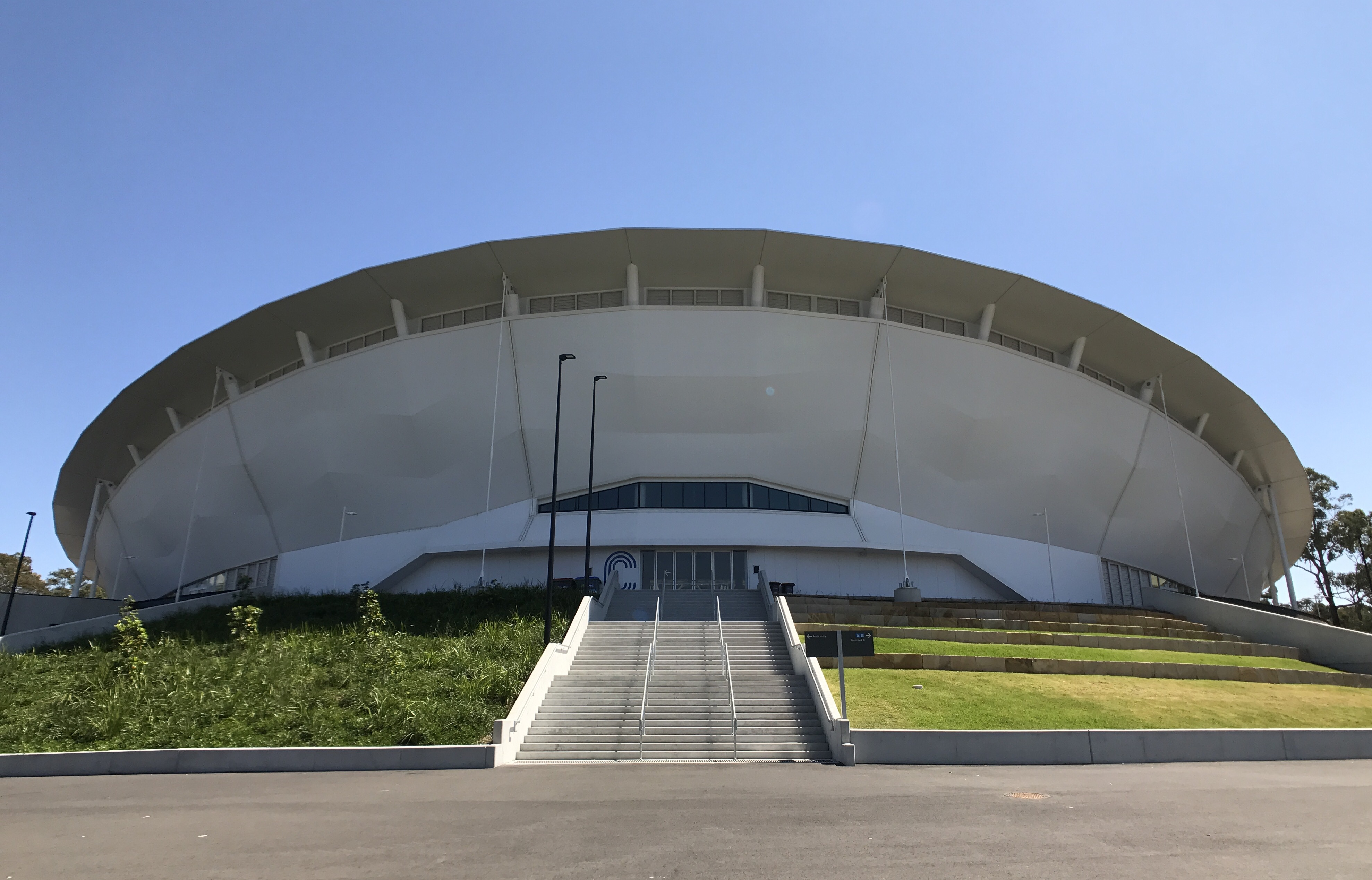
Anna Meares Velodrome

| Accommodatie                                   | Sport          | Capaciteit |
| ---------------------------------------------- | -------------- | ---------- |
| Cairns Convention Centre                       | Basketbal      | 5.000      |
| Townsville Entertainment and Convention Centre | Basketbal      | 5.000      |
| Anna Meares Velodrome                          | Baanwielrennen | 4.000      |
| Belmont, Queensland                            | Schietsport    | 3.000      |

## Kalender
| OC | Openingsceremonie | ● | Wedstrijden | 1 | Wedstrijden met medailles | CC | Sluitingceremonie |

| April          | April          | 4  | 5  | 6  | 7  | 8  | 9   | 10  | 11  | 12  | 13  | 14  | 15  | Onderdelen |
| -------------- | -------------- | -- | -- | -- | -- | -- | --- | --- | --- | --- | --- | --- | --- | ---------- |
| Ceremonies     | Ceremonies     | OC |    |    |    |    |     |     |     |     |     |     | CC  |            |
| Atletiek       | Atletiek       |    |    |    |    | 5  | 6   | 8   | 7   | 10  | 9   | 9   | 4   | 58         |
| Badminton      | Badminton      |    | ●  | ●  | ●  | ●  | 1   | ●   | ●   | ●   | ●   | ●   | 5   | 6          |
| Basketbal      | Basketbal      |    | ●  | ●  | ●  | ●  | ●   | ●   |     |     | ●   | 1   | 1   | 2          |
| Beachvolleybal | Beachvolleybal |    |    | ●  | ●  | ●  | ●   | ●   | ●   | 2   |     |     |     | 2          |
| Boksen         | Boksen         |    | ●  | ●  | ●  | ●  | ●   | ●   | ●   |     | ●   | 16  |     | 16         |
| Wielersport    | Wielersport    |    | 6  | 4  | 6  | 4  |     | 2   |     | 2   |     | 2   |     | 26         |
| Schoonspringen | Schoonspringen |    |    |    |    |    |     |     | 3   | 2   | 3   | 2   |     | 10         |
| Gymnastiek     | Gymnastiek     |    | 1  | 1  | 2  | 5  | 5   |     | 1   | 1   | 4   |     |     | 20         |
| Hockey         | Hockey         |    | ●  | ●  | ●  | ●  | ●   | ●   | ●   | ●   | ●   | 2   |     | 2          |
| Bowls          | Bowls          |    | ●  | ●  | ●  | 2  | 2   | ●   | 1   | 2   | 3   |     |     | 10         |
| Netball        | Netball        |    | ●  | ●  | ●  | ●  | ●   | ●   | ●   | ●   |     | ●   | 1   | 1          |
| Rugby sevens   | Rugby sevens   |    |    |    |    |    |     |     |     |     | ●   | ●   | 2   | 2          |
| Schietsport    | Schietsport    |    |    |    |    | 3  | 3   | 3   | 3   | 1   | 3   | 3   |     | 19         |
| Squash         | Squash         |    | ●  | ●  | ●  | ●  | 2   | ●   | ●   | ●   | ●   | 1   | 2   | 5          |
| Zwemmen        | Zwemmen        |    | 7  | 9  | 8  | 8  | 9   | 9   |     |     |     |     |     | 50         |
| Tafeltennis    | Tafeltennis    |    | ●  | ●  | ●  | 1  | 1   | ●   | ●   | ●   | 1   | 4   | 2   | 9          |
| Triatlon       | Triatlon       |    | 2  |    | 3  |    |     |     |     |     |     |     |     | 3          |
| Gewichtheffen  | Gewichtheffen  |    | 3  | 3  | 3  | 3  | 4   | 4   |     |     |     |     |     | 20         |
| Worstelen      | Worstelen      |    |    |    |    |    |     |     |     | 4   | 4   | 4   |     | 12         |
| Totaal         | Totaal         |    | 19 | 17 | 22 | 31 | 33  | 26  | 15  | 24  | 27  | 44  | 17  | 275        |
| Cumulatief     | Cumulatief     |    | 19 | 36 | 58 | 89 | 122 | 148 | 163 | 187 | 214 | 258 | 275 | 275        |
| April          | April          | 4  | 5  | 6  | 7  | 8  | 9   | 10  | 11  | 12  | 13  | 14  | 15  | Onderdelen |

## Sporten
Tijdens deze Spelen worden op 275 onderdelen in 19 sporten medailles verdeeld.